# Kissing Point

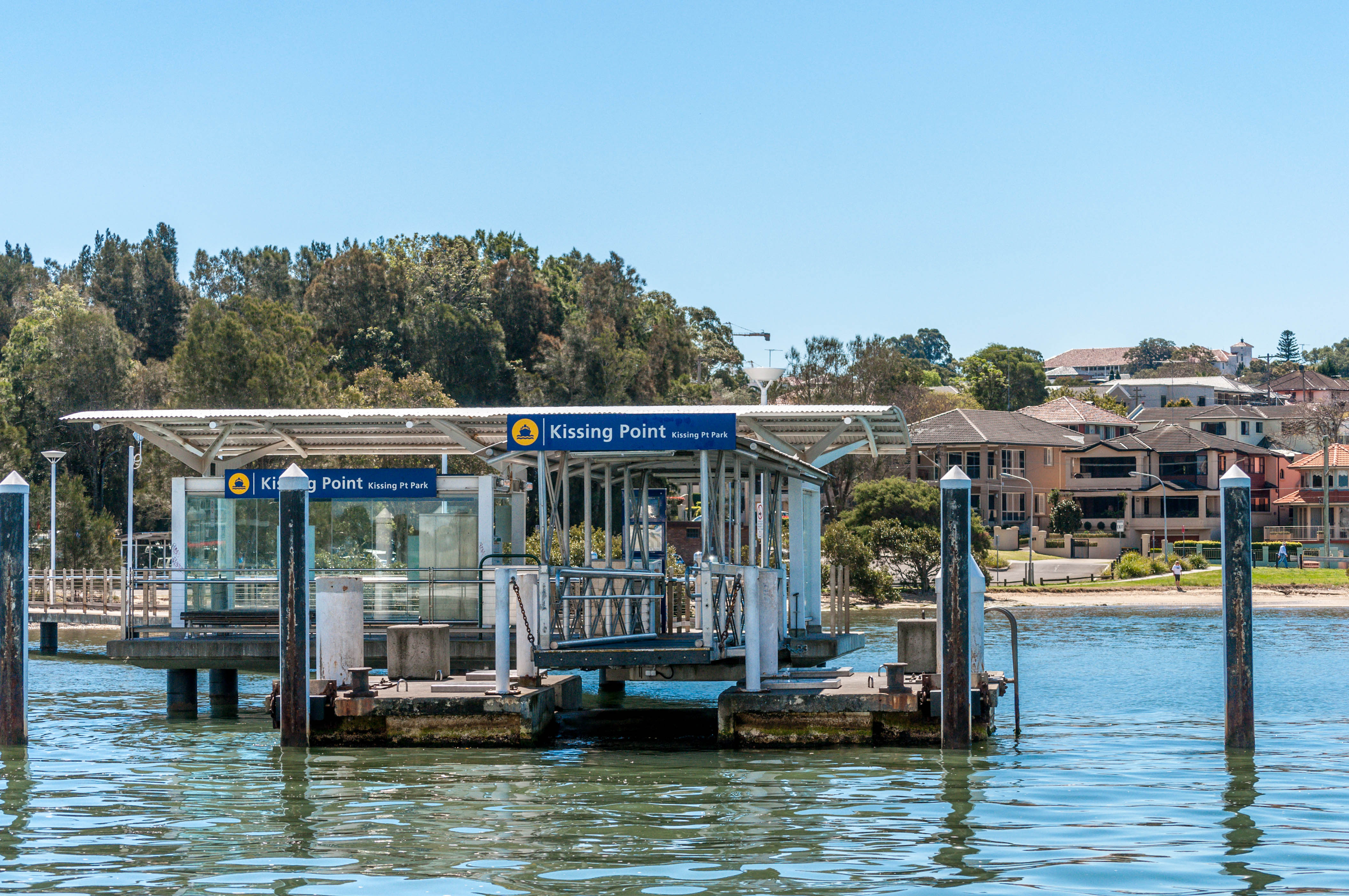
Anlegestelle Kissing Point

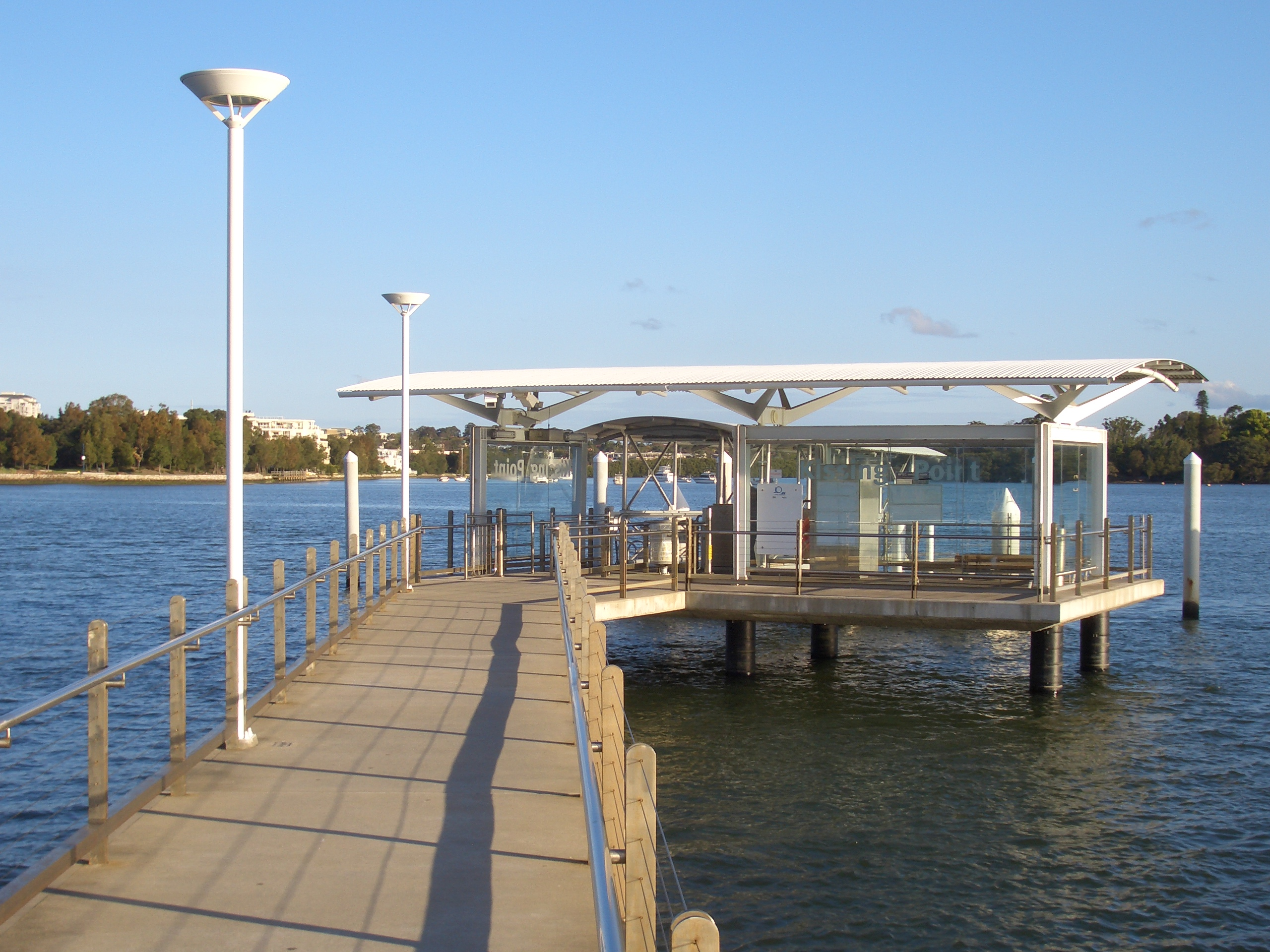
Kissing Pont Ferry Wharf

Kissing Point ist heute die Bezeichnung eines Uferabschnitts am Nordufer des australischen Parramatta River im Stadtgebiet von Sydney, Australien. Das Gebiet umfasst mit Kissing Point Ferry Wharf eine Bootsanlegestelle des öffentlichen Nahverkehrs in Sydney, den Kissing Point Park mit einem Spielplatz sowie eine Rampe, über die Boote zu Wasser gelassen werden können.
Kissing Point liegt etwa zwei Kilometer südlich von Ryde und befindet sich heute in Putney, einem Vorort von Sydney. Historisch bezog sich die Bezeichnung auf ein deutlich größeres Gebiet. Darauf deutet unter anderem eine Bronzeplakette hin, die sich weiter nördlich an der Ryde Bridge befindet und die festhält, dass 1792 hier durch William Careless und James Weavers eine erste Siedlung errichtet wurde, nachdem Gouverneur Arthur Phillip dieses Gebiet zum Farmland an der Ostgrenze der neu gegründeten europäischen Siedlung bestimmte. Die Bronzeplakette hält auch fest, dass sich für dieses Gebiet später der Name Kissing Point einbürgerte.

## Namensherkunft
Es gibt mehrere Erklärungen über den Ursprung der Bezeichnung Kissing Point, mit der dieses Gebiet ab 1794 bezeichnet wurde. Nach der wahrscheinlichsten Erklärung war dies der Punkt im Parramatta River, den auch schwer beladene Schiffe noch erreichen konnten, bevor ihre Kiele den Flussboden „küssten“, der Fluss also zu wenig Wasser führte, um eine weitere Schifffahrt zuzulassen. Eine romantischere Erklärung führt den Ursprung des Namens darauf zurück, dass diese Stelle bei den frühen europäischen Siedlern als Picknickort sehr beliebt gewesen war, Gouverneur John Hunter bei einem solchen einschlief und wachgeküsst wurde. Eine dritte Erklärung bringt den Namen des Uferabschnitts ebenfalls mit dem späteren Gouverneur in Verbindung: Hunter sei 1788 auf eine Erkundungsfahrt aufgebrochen, auf der ihn zunächst noch seine Frau begleitet habe. Am Breakfast Point habe man gemeinsam gefrühstückt und sei dann an das gegenüberliegende Ufer übergesetzt, wo sich Hunter mit einem Kuss von seiner Frau verabschiedete.

## Besiedlung
Unmittelbar vor der Besiedlung der Region durch europäische Siedler lebte hier ein Stamm der Aborigines. In den 1790er Jahren erhielten zehn freigelassene Sträflinge hier Land zugewiesen mit der Auflage, Farmen aufzubauen und das Land zu bewirtschaften. Zu diesen Siedlern gehörte unter anderem auch James Squire, der seinen Landbesitz in den nächsten Jahren ausdehnen konnte, als erster erfolgreich Hopfen anbaute, die erste Bierbrauerei Australiens und am Kissing Point auch eine Wirtschaft errichtete. Bennelong, ein Älterer vom Aborigine-Stamm der Eora, der lange Zeit eine Vermittlerrolle zwischen den europäischen Siedlern und den Aborigines innehatte, starb auf dem Anwesen von Squire und wurde am Kissing Point beerdigt. Seine vermutete Grabstätte liegt allerdings nicht mehr auf dem Areal des heutigen Kissing Points, sondern rund 300 Meter weiter entfernt auf dem als Cleve Park bezeichneten Grundstück.

## Einzelbelege
1. ↑  Kissing Point Park
2. ↑  Originaltext der Plakette: "This ist he site of the first settlement on 10th January 1792 – by – William Careless and James Weavers in the Locality set up by Governor Phillip as Farms of the eastern boundary (later called Kissing Point).
3. ↑  History of Ryde
4. ↑  Website von New South Wales mit Namenserläuterungen
5. ↑  Kissing Point, New South Wales
6. ↑  Russell, Eric. Drummoyne: a western suburbs' history from 1794. Drummoyne, N.S.W.: Council of the Municipality of Drummoyne, Second Edition, 1982. ISBN 0-9599312-1-X.
7. ↑  Sydney Morning Herald: RYDE BRIDGE. 9. Dezember 1935, abgerufen am 1. August 2016.
8. ↑  https://www.jamessquire.com.au/about/
9. ↑  Sydney Gazette, 9. Januar 1813, zitiert nach More Pig Bites Baby! Stories from Australia’s First Newspaper, volume 2, ed. Michael Connor, Duffy and Snellgrove, 2004, ISBN 1-876631-91-0; online Sydney. In: Sydney Gazette. S. 2 (englisch, gov.au).

Koordinaten: 33° 49′ 51″ S, 151° 6′ 6″ O